# Bourbon-Parma
Het huis Bourbon-Parma is een Italiaanse linie van het huis Bourbon. De stamvader is Filips van Parma, zoon van Filips V van Spanje (huis Bourbon) en Elisabetta Farnese, erfdochter van het hertogdom Parma en Piacenza. Sinds 1996 behoren leden van dit geslacht ook tot de Nederlandse adel onder de naam De Bourbon de Parme.

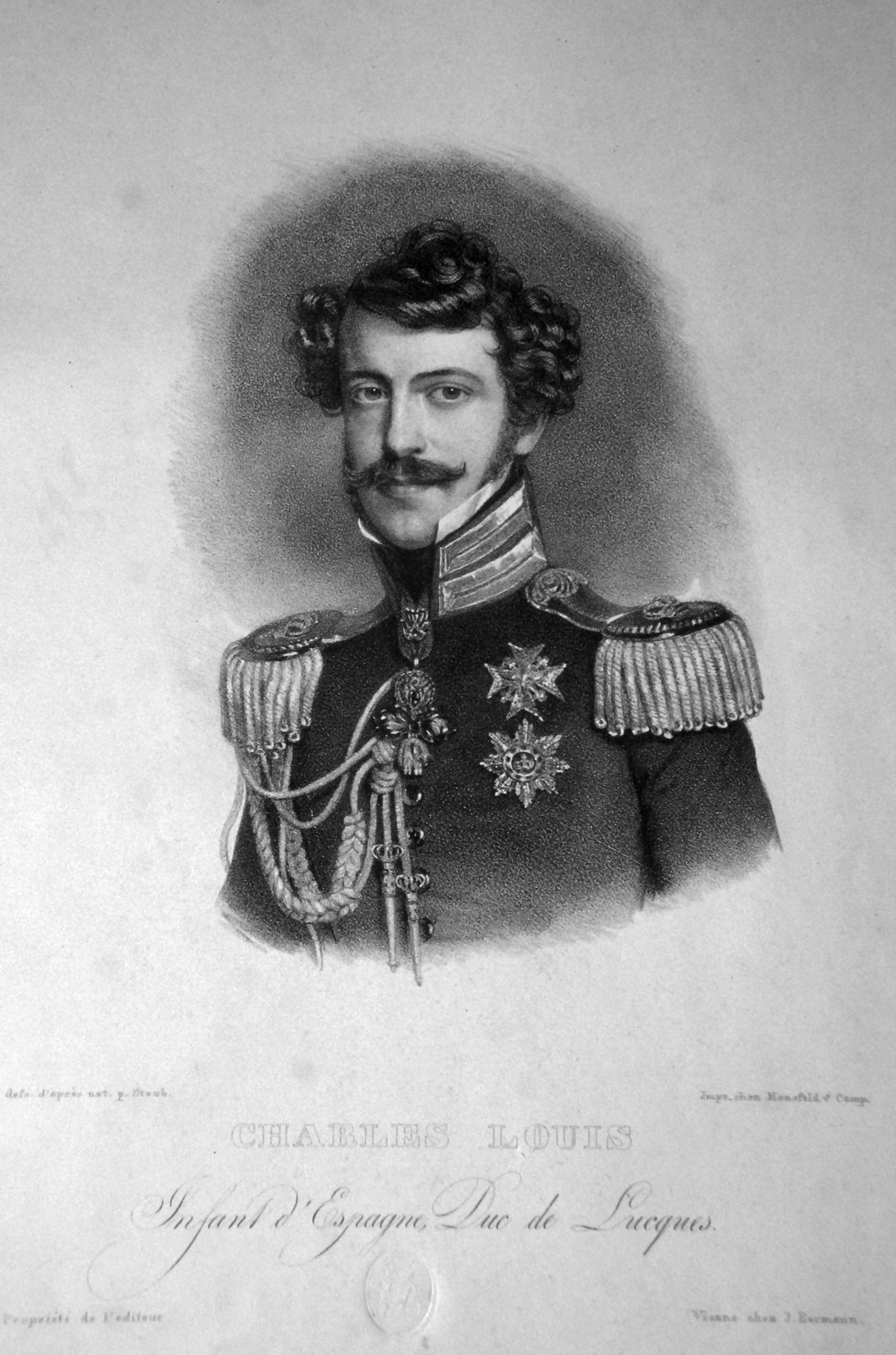
Karel II Lodewijk, koning van Etrurië, hertog van Lucca en hertog van Parma

## Heerschappij
Elisabetta Farnese streefde er met succes naar een van haar zoons over haar geboorteland te doen regeren. Haar zoon Karel I (de latere Karel III van Spanje) regeerde over het hertogdom tot het Verdrag van Wenen (1738), waar zijn hertogdom werd geruild voor het koninkrijk Napels en het koninkrijk Sicilië. Keizerin Maria Theresia stond Parma na de Vrede van Aken van 1748 weer af aan haar jongere broer Filips.
Filips' zoon Ferdinand werd in 1796 door de Fransen verdreven en in 1801 werd het dubbelhertogdom bij Frankrijk ingelijfd. Het geslacht werd schadeloos gesteld met het uit het groothertogdom Toscane geschapen koninkrijk Etrurië, waar Ferdinands zoon Lodewijk I de troon besteeg. Hij stierf in 1803 en werd opgevolgd door zijn zoon Karel Lodewijk. Deze verloor zijn koninkrijk bij het Verdrag van Fontainebleau in 1807.
Het Congres van Wenen in 1815 herstelde hem tegen de verwachting in niet als hertog van Parma, maar wees dit land toe aan Napoleons echtgenote Marie Louise van Oostenrijk. Indien zij echter zonder wettige nakomelingen zou sterven dan zou Karel Lodewijk alsnog in Parma aan de macht komen. Ter compensatie werd hem en zijn moeder het kleine hertogdom Lucca toegewezen, waarover zij tot 1847 regeerden. In dat jaar ontvluchtte hij Lucca, maar hij besteeg na de dood van Marie Louise enige maanden later als Karel II de troon van Parma.
Karel II zag zich in 1849 genoodzaakt troonsafstand te doen ten gunste van zijn zoon Karel III. Deze regeerde op uiterst despotische wijze en werd in 1854 vermoord. Hij werd opgevolgd door zijn 5-jarige zoon Robert I, die zijn troon in 1859 verloor. Parma sprak zich in 1860 met overweldigende meerderheid uit vóór aansluiting bij Sardinië en werd in 1861 deel van de nieuwe staat Italië.

## Na de onttroning
Zijn twee echtgenotes schonken Robert I 24 kinderen. Zijn dochter Maria Louisa trad in het huwelijk met koning Ferdinand I van Bulgarije, dochter Zita met keizer Karel I van Oostenrijk en zoon Felix met groothertogin Charlotte van Luxemburg. Door dit laatste huwelijk voeren de groothertogen Jan en Hendrik, hun kinderen en hun nakomelingen in mannelijke lijn ook de titel prins van Bourbon-Parma na prins van Luxemburg en prins van Nassau.
Roberts zoons Sixtus en Xavier namen aan de Eerste Wereldoorlog deel in het leger van België, Elias en Felix in dat van Oostenrijk-Hongarije. Keizer Karel I van Oostenrijk trachtte deze familierelatie te gebruiken om onderhandelingen met Frankrijk te starten, hetgeen resulteerde in de zogenaamde Sixtus-affaire.

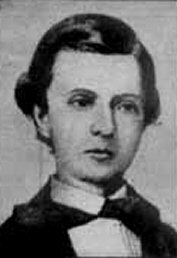
Robert I, de laatste soevereine hertog van Parma

Xavier was door de Spaanse Alfonso Carlos de Borbón aangewezen als diens opvolger, zodat hij na diens dood in 1936 carlistisch pretendent naar de Spaanse troon werd. Hij nam actief deel aan de opstand van Francisco Franco die leidde tot de Spaanse Burgeroorlog, maar wist de dictator niet te overreden hem tot koning uit te roepen. In 1969 benoemde Franco Xaviers rivaal Juan Carlos de Borbón, kleinzoon van Alfons XIII van Spanje, tot opvolger.
Hij liet zijn troonpretentie in 1975 overgaan op zijn zoon Carlos Hugo, die zich later echter uit de politiek terugtrok. Carlos Hugo was sinds 1964 gehuwd met de Nederlandse prinses Irene, een huwelijk dat vanwege het verschil in religie veel consternatie teweegbracht. Het paar ging in 1981 uit elkaar. Uit het huwelijk zijn vier kinderen voortgekomen, die sinds 1996 als prins(es) de Bourbon de Parme tot de Nederlandse adel behoren:
- Carlos Xavier (1970)
- Margarita (1972)
- Jaime (1972)
- Carolina (1974)

Na het overlijden en de bijzetting in de familiecrypte van Carlos Hugo voert zijn oudste zoon Carlos Xavier de (nergens erkende) titel van hertog van Parma en is hij hoofd van de familietak van Bourbon-Parma.

## Hertog van Parma
De titel hertog van Parma wordt ook na de abdicatie van Robert I nog gevoerd door het familiehoofd. Tussen haakjes staat de relatie tot de voorganger vermeld.

### Regerende hertogen
- 1748-1765: Filips
- 1765-1802: Ferdinand (zoon)

--
- 1847-1849: Karel II (kleinzoon)
- 1849-1854: Karel III (zoon)
- 1854-1860: Robert I (zoon)

### Titulaire hertogen
- 1860-1907: Robert I
- 1907-1939: Hendrik (zoon)
- 1939-1950: Jozef (broer)
- 1950-1959: Elias (broer)
- 1959-1974: Robert II (zoon)
- 1974-1977: Xavier (broer van Elias)
- 1977-2010: Carel Hugo (zoon)
- 2010-heden: Carlos (zoon)